# Salt amb esquís als Jocs Olímpics d'hivern de 2010
Als Jocs Olímpics d'Hivern de 2010 celebrats a la ciutat de Vancouver (Canadà) es disputaren tres proves de salt amb esquís en categoria masculina.
La competició se celebrà entre els dies 12 i 22 de febrer de 2010 a les instal·lacions de Whistler Olympic Park.

## Resultats
| Event                              | Or                                                                                      | Or     | Plata                                                                         | Plata  | Bronze                                                                      | Bronze |
| Trampolí normal individual Detalls | Simon Ammann · Suïssa                                                                   | 276,5  | Adam Małysz · Polònia                                                         | 269,5  | Gregor Schlierenzauer · Àustria                                             | 268,0  |
| Trampolí llarg individual Detalls  | Simon Ammann · Suïssa                                                                   | 283,6  | Adam Małysz · Polònia                                                         | 269,4  | Gregor Schlierenzauer · Àustria                                             | 262,2  |
| Trampolí llarg per equips Detalls  | Àustria · Wolfgang Loitzl · Andreas Kofler · Thomas Morgenstern · Gregor Schlierenzauer | 1107,9 | Alemanya · Michael Neumayer · Andreas Wank · Martin Schmitt · Michael Uhrmann | 1035,8 | Noruega · Anders Bardal · Tom Hilde · Johan Remen Evensen · Anders Jacobsen | 1030,3 |

## Medaller
| Pos. | País     | Or | Plata | Bronze | Total |
| 1    | Suïssa   | 2  | 0     | 0      | 2     |
| 2    | Àustria  | 1  | 0     | 2      | 3     |
| 3    | Polònia  | 0  | 2     | 0      | 2     |
| 4    | Alemanya | 0  | 1     | 0      | 1     |
| 5    | Noruega  | 0  | 0     | 1      | 1     |